# Robertson Davies
William Robertson Davies (Thomasville, Ontario, 28 de agosto de 1913-Orangeville, Ontario, 2 de diciembre de 1995) fue un escritor, crítico, periodista y profesor canadiense. Davies es uno de los autores más conocidos de su país.

## Biografía
Desde muy niño Davies estuvo rodeado de libros y literatura. Su padre, el senador William Rupert Davies era dueño de un periódico y le encantaba la lectura por lo que Davies hijo leía todo lo que caía en sus manos.
De pequeño participó en numerosas obras teatrales y fue entonces cuando empezó a despertar su interés por el drama.
Estudió en el Upper Canada College en Toronto del 1926 al 1932 y después atendió a la Universidad de Queen, en Kingston, Ontario del 1932 al 1935. Más tarde dejó la universidad de Canadá para ir al Balliol College de Oxford donde se graduó en 1938.
Al año siguienté publicó su tesis Shakespeare's Boy Actors y empezó a trabajar en Londres donde participó en pequeñas obras teatrales e hizo trabajos literarios para el director del Old Vic Repertory Company. En 1940 Davies se casó con Brenda Mathews a la que había conocido en su estancia en Oxford.
Estos primeros años de la vida de Davies fueron muy importantes para él y su obra; con mucha frecuencia en sus obras posteriores recurrió a dichas experiencias: por ejemplo es recurrente el tema de los canadienses yendo a Inglaterra para finalizar sus estudios o el tema teatral.
El mismo año de su boda la pareja regresó a Canadá donde consiguió el trabajo de editor literario en la revista Saturday Night.

## Premios y reconocimientos
- Premio Dominion Drama Festival por la mejor obra teatral canadiense en 1948 con la obra Eros at Breakfast.
- Premio Stephen Leacock en la categoría "humor" en 1955 por Leaven of Malice.
- Medalla Lorne Pierce por sus éxitos literarios en 1961.
- Premio literario Governor-General's Literary Award por la mejor obra de ficción en inglés en 1972 por Mantícora.
- Nominado al premio Booker en la categoría "ficción" en 1986 por la obra What's Bred in the Bone.
- Fue el primer canadiense en convertirse en miembro honorario de la Academia Americana de las Artes y las Letras.
- En Toronto le dedicaron el nombre de un parque en el 2007.
- En España ganó el Premio Llibreter de narrativa 2006 con la obra El quinto en discordia y su traducción al catalán El cinquè en joc.

### Novelas

#### La Trilogía de Salterton
- A merced de la tempestad (Tempest-Tost, 1951)
- Levadura de malicia (Leaven of Malice, 1954)
- Una mezcla de flaquezas (A Mixture of Frailties, 1958)

#### La trilogía de Deptford
- El quinto en discordia (Fifth Business, 1970)
- Mantícora (The Manticore, 1972)
- El mundo de los prodigios (World of Wonders (1975)

#### La trilogía de Cornish
- Ángeles rebeldes (The Rebel Angels, 1981)
- Lo que arraiga en el hueso (What's Bred in the Bone, 1985)
- La lira de Orfeo (The Lyre of Orpheus, 1988)

#### La trilogía Toronto
- Asesinato y ánimas en pena (Murther and Walking Spirits, 1991)
- Un hombre astuto (The Cunning Man, 1994)

- Datos: Q545375
- Multimedia: Robertson Davies / Q545375